# Mino da Fiesole
Mino da Fiesole (ok. 1429 - 11. julij 1484), znan tudi kot Mino di Giovanni, je bil italijanski kipar iz Popija v Toskani. Znan je po svojih portretnih doprsnih kipih.

## Kariera
Na delo Mina da Fiesole sta vplivala njegov mojster Desiderio da Settignano in Antonio Rossellino, zanj pa je značilna ostra, kotna obdelava draperije. V nasprotju z večino florentinskih kiparjev svoje generacije je Mino v Rimu preživel dve daljši obdobji, od približno 1459 do 1464 in spet od približno 1473/1474 do 1480.
Mino je bil prijatelj in sodelavec Desideria da Settignana in Mattea Civitalija, vsi trije pa so bili približno enake starosti. Minova skulptura je izjemna s svojo dodelavo in nežnostjo detajlov, pa tudi s svojo duhovnostjo in močnim predanim občutkom.
Od zgodnejših Minovih del so najboljša v Fiesolski stolnici, oltarni sliki in grobnici škofa Leonarda Salutatija (umrl 1466).
Njegova najbolj mučna in zapletena naročila, ki opredeljujejo njegovo intelektualno in umetniško naravo, so oltarna slika in grobnice za cerkev benediktinskega samostana v Firencah, znana kot Badia. (Spomeniki so bili ponovno postavljeni v obnovljeni cerkvi.) Prva, končana okoli leta 1468, je bilo v bistvu zasebno naročilo za florentinskega pravnika Bernarda Giugnija. Drugo, ki so ga menihi naročili neposredno in je bilo končano leta 1481, je počastilo spomin na ustanovitelja, grofa Toskane iz 10. stoletja. Stenski spomeniki kažejo Minove veščine: portreti in basreliefi so obdelani v kompleksne tektonske edikularne strukture z dodelanimi visoko individualističnimi okrasnimi venci. Umetnostni zgodovinarji so se razveselili izjemne raznolikosti sodobnih in starodavnih virov, ki jih je Mino uporabil v teh grobnicah, kar ga ločuje od drugih kiparjev, ki so bili aktivni sredi quattrocenta v Firencah (Zuraw 1998
Prižnica v stolnici v Pratu, v kateri je sodeloval z Antonijem Rossellinom, končana leta 1473, je zelo nežno oblikovana z basreliefi velike natančnosti, a nekoliko šibko oblikovana.
Leta 1473 je odšel v Rim, kjer je ostal očitno približno šest let. Dvomljivo je, če so vsi tam pripisani spomeniki njegovih lastnih rok; niso sporni za grob florentinskega Francesca Tornabuonija v cerkvi Santa Maria sopra Minerva, ostanke spomenika papežu Pavlu II. v kripti baziliki sv. Petra in čudovit mali marmornat tabernakelj za sveta olja v baziliki sv. Marijw in Trastevere nosi napis Opus Mini.
Minu so včasih pripisali več spomenikov v Santa Maria del Popolo, na primer marmornate retable, ki jih je dal papež Aleksander VI. Tamkajšnja spomenika nadškofa Salerna Pietra Guglielma Rocca (um. 1482) in škofa Burgosa Ortege Gomiela (um. 1514) pa so pripisani tudi šoli Andree Bregna.
Nekaj Minovih portretnih doprsnih kipov in profilnih reliefov je ohranjenih v Bargelu v Firencah; so polni življenja in izraza, čeprav brez skrajnega realizma Verrocchia in drugih kiparjev njegovega časa.
Minova dela so v več muzejih, med katerimi so Musée du Louvre v Parizu v Franciji, Muzej lepih umetnosti v Bostonu v Massachusettsu, Muzej umetnosti Birmingham v Birminghamu v Alabami in Nacionalna galerija umetnosti v Washingtonu, D.C.
Njegova druga dela so:
- portretni doprsni kip Piera de' Medici (1453), ki je znan kot »najstarejši potrjeni primer postklasicističnega portreta žive osebe v obliki marmornatega doprsnega kipa«.[8]
- portretno doprsje Niccola Strozzija (1454)
- doprsni kip Astorgia Manfredija (1455)
- ciborij nad velikim oltarjem baziliki Marije Snežne v Rimu
- doprsni kip Diotisalvija Neronija, svetovalca Piera de' Medici (1464)
- spremljevalni deli Dobrodelnosti in Vere, najverjetneje zasnovani za stenski grob (1475/1480)

Giorgio Vasari Mina da Fiesola v njegovem Življenju umetnikov zavrača kot zgolj privrženca svojega mojstra Desideria da Settignana.

## Galerija
- Grobnica Uga, Toskanskega grofa, Badia Fiorentina, Firence
- Piero di Cosimo de' Medici
- Alfonz V. Aragonski
- Diotisalvi Neroni
- Scipio Africanus c. 1460-1465 (Philadelphia Museum of Art)
- Oznanjenje c. 1455-1460 (National Gallery of Art, Washington, D.C.)
- Oznanjenje (Louvre)
- Sv. Janez Krstnik (Museum of Fine Arts of Lyon)
- Madona in otrok, Château de Chenonceau, Francija.
- Madona in otrok , Louvre.